# Anna Pawłowska
Anna Pawłowska est une joueuse polonaise de volley-ball née le 22 février 1998. Elle joue au poste de libero. De la saison 2017/2018 elle est dans l'équipe PTPS Piła,.